# Cratere Browning
Browning  è un cratere sulla superficie di Venere. Deve il suo nome ad Elizabeth Barrett Browning, poetessa britannica.